# Bharatganj
Bharatganj là một thị xã và là một nagar panchayat của quận Allahabad thuộc bang Uttar Pradesh, Ấn Độ.

## Nhân khẩu
Theo điều tra dân số năm 2001 của Ấn Độ, Bharatganj có dân số 15.252 người. Phái nam chiếm 52% tổng số dân và phái nữ chiếm 48%. Bharatganj có tỷ lệ 48% biết đọc biết viết, thấp hơn tỷ lệ trung bình toàn quốc là 59,5%: tỷ lệ cho phái nam là 59%, và tỷ lệ cho phái nữ là 36%. Tại Bharatganj, 20% dân số nhỏ hơn 6 tuổi.